# La-Ba'shum
La-Ba'shum di Unug, o Labashum (... – 2596 a.C. circa), è stato l'ottavo lugal della prima dinastia di Uruk.
La Lista dei re sumeri lo pone dopo Udul-Kalama e gli assegna 9 anni di regno, si crede dal 2605 alla morte. Gli sarebbe successo En-Nun-Tarah-Ana.